# Димитър Германов
Димитър Германов е български политик, кмет на община Приморско, издигнат от ГЕРБ (2011 – 2023). Бивш кмет на село Ясна поляна (2007 – 2010).

## Биография
Димитър Германов е роден на 22 март 1963, България. Завършва ветеринарна медицина в Тракийски университет – Стара Загора.

### Професионална кариера
От 1989 до 2005 година Германов е служител на РВМС Бургас, след това ветеринарен лекар на свободна практика (2005 – 2007), директор на РВМС Бургас (2010 – 2011) и директор на ОДБХ Бургас (от началото до есента на 2011).

### Политическа кариера
Димитър Германов става кмет на Приморско през 2011 година, издигнат от ГЕРБ. В периода от 2007 до 2010 година е кмет на село Ясна поляна.

#### Избори
На местните избори през 2011 година е избран за кмет от листата на ГЕРБ. На първи тур получава 40,11 % а на втори тур печели с 50,38 %. На балотажа отива с Димитър Димитров от коалиция „Димитър Димитров за община Приморско“, който на първи тур получава 30,17 %